# Auchmis detersa
Auchmis detersa es una especie  de polilla de la familia Noctuidae. Es originaria del noroeste de África, sur y centro de Europa hasta Anatolia, Irán, Afghanistán, y Siberia hasta el Lago Baikal.
Tienen una envergadura de 40 a 51 mm. Los adultos se encuentran en vuelo desde junio hasta septiembre.
Las larvas se alimentan de Berberis vulgaris. La larvas pasan el invierno y se transforman en pupas en mayo del año siguiente.

## Subespecies
- Auchmis detersa detersa (central and southern Europe)
- Auchmis detersa demavendi Schwingenschuss, 1955
- Auchmis detersa margarita Ronkay & Varga, 1997
- Auchmis detersa minoica Reisser, 1958 (Crete)